# Боскет, Уилли
Уилли Боскет (англ. Willie Bosket; 9 декабря 1962, Нью-Йорк) — американский убийца, получивший известность в 1978 году, после совершения в 15-летнем возрасте убийств двух человек в Нью-Йоркском метрополитене. Этот инцидент в очередной раз поднял волну споров об ужесточении контроля над огнестрельным оружием и ужесточения наказания несовершеннолетним. Впоследствии это привело к изменению законоположений и процессуальных норм, регламентирующих обращение с несовершеннолетними в штате Нью-Йорк. На основании законодательных актов, закрепляющих основы правового статуса несовершеннолетних, возраст уголовной ответственности после убийств, совершённых Боскетом-младшим, с 1 сентября 1978 года для несовершеннолетних жителей штата Нью-Йорк снизился с 16 до 13 лет. В настоящее время Уилли Боскет отбывает пожизненное лишение свободы по другим обвинениям.

## Ранние годы
Уилли Джеймс Боскет-младший родился 9 декабря 1962 года в Нью-Йорке. Детство провёл в социально-неблагополучном районе
Гарлем, населённым в основном представителями маргинального слоя общества, ведущих криминальный образ жизни. Отец Боскета — Уилли Джеймс Боскет-старший также сталкивался с системой уголовного правосудия. В 1962 году, незадолго до рождения сына, он совершил убийство двух человек в городе Милуоки. Он был условно-досрочно освобождён в 1983 году, но вскоре после освобождения совершил изнасилование 6-летней девочки и погиб при попытке избежать ареста в 1985 году.
Уилли Боскет-младший рано начал демонстрировать девиантное поведение, вследствие чего в 1971 года был направлен на психиатрическое освидетельствование в клинику Bellevue Hospital. В 1972 он был впервые арестован за совершение кражи, был осуждён и некоторое время провёл в учреждении для несовершеннолетних преступников.
После освобождения Уилли бросил школу и начал вести криминальный образ жизни. В период с июня 1975 года по январь 1977 года он 8 раз привлекался к уголовной ответственности за совершение таких преступлений как кража, грабёж, угроза убийством, нападение при отягчающих обстоятельствах, нападение на сотрудников правоохранительных органов.
В январе 1977 года он был осуждён и 9 месяцев провёл в учреждении для несовершеннолетних преступников Brookwood Secure Center.

## Убийства
Через 6 месяцев после освобождения, 19 марта 1978 года Боскет во время попытки ограбления застрелил Ноэля Переса в одном из поездов Нью-Йоркского метрополитена. 23 марта Боскет при участии двоюродного брата, 17-летнего Германа Спейтса, совершил нападение на работника метрополитена по имени Энтони Ламорте в районе Гарлема, в ходе которого тот получил огнестрельное ранение. В тот же день преступники совершили ещё два вооружённых ограбления, ранив ещё одного человека. 27 марта Боскет при участии Спейтса, во время очередной попытки ограбления в одном из поездов метро, застрелил 38-летнего Моизеса Переза, однофамильца первой жертвы. В ходе расследования была проведена проверка всех аналогичных правонарушений, совершённых в метрополитене, вследствие чего Боскет-младший как рецидивист практически сразу попал в список подозреваемых. Преступники не соблюдали политику конфиденциальности, благодаря чему о совершении убийств вскоре были проинформированы уличные осведомители.
На основании этих данных, 31 марта 1978 года Боскет и Спейтс были арестованы и им были предъявлены обвинения в убийстве. После ареста Боскет содержался в центре для несовершеннолетних правонарушителей «Spofford Juvenile Detention Center» в боро Бронкс, где начал проявлять деструктивное поведение по отношению к другим заключённым и персоналу учреждения. В одном случает он нанёс удар вилкой другому заключённому, в другом совершил нападение на охранника. Во время судебного разбирательства, Уилли угрожал убийством судье и прокурорам, в связи с чем в начале июня он был направлен на судебно-медицинскую экспертизу с целью выявления психических отклонений, которая признала его вменяемым.
В конце июня Уилли Боскет признал себя виновным и был приговорён к 5 годам лишения свободы, к максимальному сроку в соответствии с действовавшем на тот момент уголовно-правовом режиме несовершеннолетних в штате Нью-Йорк.
Герман Спейтс дал показания против Уилли Боскета и признал себя виновным в непредумышленном убийстве. В качестве наказания Спейтс получил 25 лет лишения свободы с правом условно-досрочного освобождения по отбытии 8 лет заключения.

## Реакция
Степень жестокости Боскета и его приговор привели к общественному резонансу, в связи с чем губернатор штата Нью-Йорк Хью Кэри в августе 1978 года призвал законодательный орган штата изменить закон о несовершеннолетних правонарушителях, который был принят в сентябре 1978 года, который серьёзно повлиял на эффективность и системы ювенальной юстиции в Нью-Йорке. Впоследствии аналогичный закон был принят другими штатами США. Споры о том, способствовал ли закон снижению уровня подростковой преступности или же имел негативные последствия — велись несколько десятилетий.

## Дальнейшая судьба Боскета
В конце 1983 года Уилли Боскет был освобождён и вышел на свободу, но уже в марте 1984 года он снова был арестован на территории боро Манхеттен по обвинению в попытке ограбления и посягательстве на жизнь 72-летнего Джоэля Брауна.
Боскет был осуждён и получил в качестве наказания 7 лет лишения свободы. В 1986 году Уилли будучи в заключении совершил поджог своей камеры и совершил нападение на охранника тюрьмы, нанеся ему увечья. Боскету были предъявлены новые обвинения, и в конце 1986 года он был приговорён к пожизненному лишению свободы с правом подачи ходатайства на условно-досрочное освобождение по отбытии 28 лет заключения.
В апреле 1988 года, Боскет отбывая наказание в тюрьме строгого режима «Shawangunk Correctional Facility», совершил очередное нападение на охранника, 33-летнего Эрла Портера, в ходе которого он нанёс ему ножевое ранение заточкой, в апреле 1989 года Боскет снова совершил нападение на сотрудника охраны тюремного учреждения, за что был последовательно приговорён к ещё двум пожизненным заключениям.
Всего же с 1985 года по 1994 год Боскет 250 раз привлекался к ответственности за нарушение правил и совершение противозаконных действий сопряжённых с насилием, благодаря чему в его отношении него были приняты исключительные меры содержания в тюрьме особо строгого режима, такие как одиночное заключение и ограничение в передвижениях по территории тюрьмы. На протяжении последующих десятилетий Уилли Боскет был изолирован от остальной массы осуждённых и отбывал назначенное наказание, находясь в одиночной камере, которую ему было разрешено покидать всего на один час в сутки, все его передвижения по территории тюрьмы сопровождались с применением наручников и других средств ограничения свободы действий.
По состоянию на 2019 год, 57-летний Уилли Боскет жив и отбывает назначенное ему наказание в тюрьме строгого режима «Five Points Correctional Facility». Он имеет право подать ходатайство на условно-досрочное освобождение по отбытии 82 лет заключения, не ранее чем в 2062 году.